# Tromsø (cidade)
Tromsø ( PRONÚNCIA) ou Tromso (por adaptação tipográfica) é a maior cidade do norte da Noruega. Está situada a uns 300 km a norte do Círculo Polar Árctico.

A sua região é conhecida como lugar de observação da Aurora Boreal.  

Tem uma área de 13,8 km² e uma populacão de 41 900 habitantes (2023).
É a sede da comuna de Tromsø - a mais populosa do norte da Noruega - e é também a sede administrativa (administrasjonssenter) do condado de Troms.

Está localizada no lado leste da ilha de Tromsøya, abrangendo hoje em dia ainda dois subúrbios situados respetivamente na terra firme a leste e na ilha de Kvaløya a oeste.

Tem duas ligações à terra firme e uma ligação à ilha Kvaløya.

Dada a sua localização a norte do círculo polar ártico, Tromsø fica imersa numa noite ártica que dura quase 2 meses - de 25 de novembro a 21 de janeiro.                                 
Quando o sol volta a aparecer no dia 21 de janeiro, a cidade celebra o ”Dia do Sol” - Soldagen.                                                    Por outro lado, quando chega o verão, o sol não desaparece igualmente durante quase dois meses.

## Etimologia e uso em português
O nome geográfico Tromsø deriva do nórdico antigo Trums, o nome da ilha em que a cidade se encontra. Possivelmente está relacionado com a palavra straumr (corrente de água).

Em textos em português costuma ser usada a forma original Tromsø, ocasionalmente transliterada para Tromso, por adaptação tipográfica. 

## História
No século XIII, foi erigida uma igreja na ilha de Tromsøya, referida numa carta do papa pelo nome de ”igreja da sagrada Maria na terra pagã de Troms”.                                                 
Durante muito tempo, a proximidade das cidades mercantis de Bergen e Trondheim asfixiou o desenvolvimento económico de Tromsø.      
Apesar disso, a cidade recebeu finalmente o estatuto de cidade comercial em 1794.             
No século XIX, chegou finalmente um período de crescimento económico, e Tromsø tornou-se um centro de pesca no Ártico.   

## Comunicações

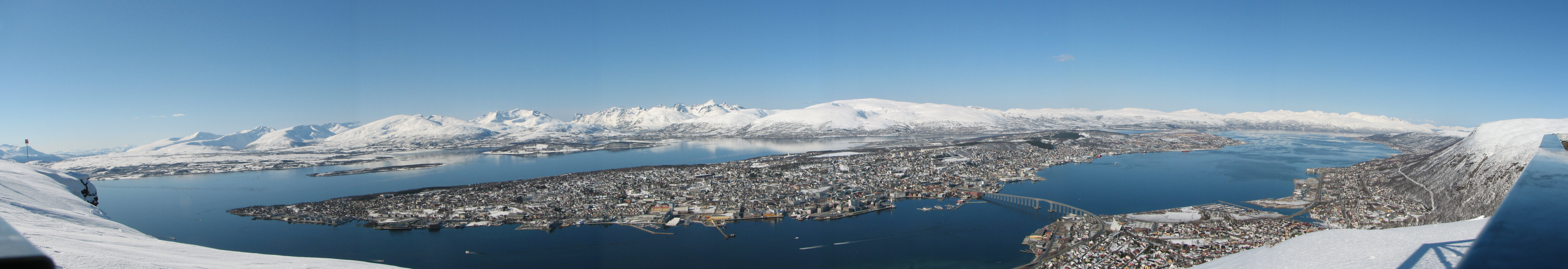
A ilha de Tromsøya com a terra firme ao fundo e a ilha de Kvaløya em primeiro plano.

A maior parte da cidade de Tromsø está situada na parte oriental da ilha Tromsøya. Tem duas ligações à terra firme – pela ponte Tromsøbrua e pelo túnel Tromsøysundtunnelen, por onde passa a estrada europeia E8. Dispõe ainda de uma ligação rodoviária à ilha Kvaløya através da ponte Sandnessundbrua.
Dispõe de um bom porto, por onde passam diariamente os navios que traficam a linha marítima Hurtigruten.
A 3 km do centro da cidade está localizado o aeroporto de Tromsø-Langnes. 

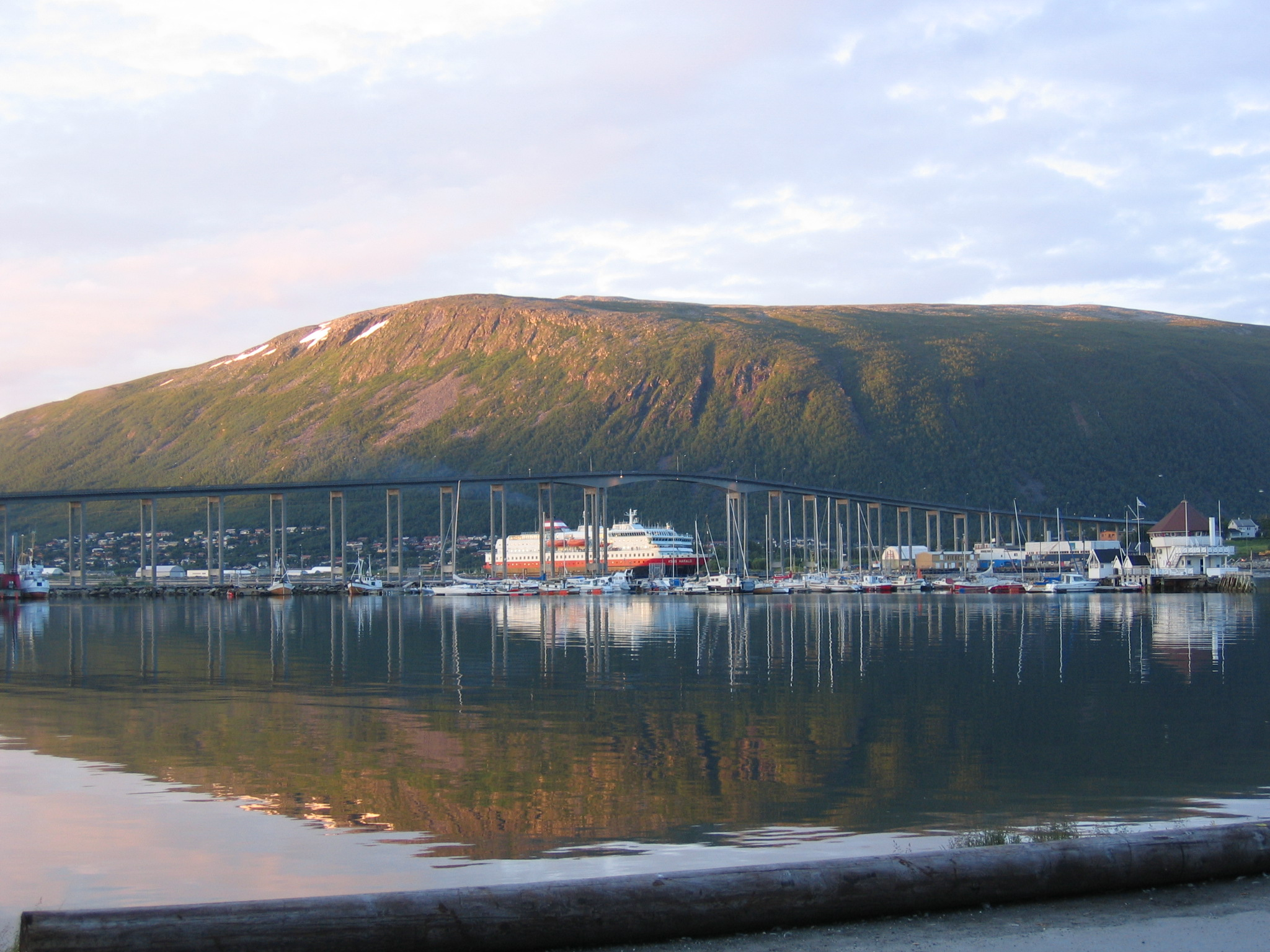
O navio Kong Harald da linha marítima Hurtigruten passando pela ponte Tromsøbrua.

## Economia
A economia tradicional de Tromsø era dominada pela pesca e pela navegação marítima, e em menor grau pela agricultura. Hoje em dia, a cidade é um importante centro regional de administração, comércio, serviços, cultura, ensino e pesquisa. Entre os seus maiores empregadores, estão a universidade de Tromsø, a comuna de Tromsø e o condado de Troms og Finnmark. A cidade dispõe de indústria alimentar, metalomecânica e gráfica. A piscicultura e o turismo são igualmente atividades económicas importantes. 

## Instituições
A cidade de Tromsø dispões de várias instituições de relevo:

- Universidade de Tromsø (Universitetet i Tromsø)
- Hospital Universitário do Norte da Noruega (Universitetssykehuset Nord-Norge)
- Instituto Norueguês de Investigação Polar (Norsk Polarinstitutt)
- Conselho Ártico (Arktisk råd)

## Educação
A cidade de Tromsø possuí várias escolas públicas de ensino básico e secundário, e dispõe da Universidade de Tromsø, vulgarmente chamada "Universidade Ártica da Noruega" (Noregs arktiske universitet ).

- Universidade de Tromsø (Universitetet i Tromsø) [13][14]

## Património turístico
Algumas atrações turísticas mais procuradas atualmente são:

- Catedral de Tromsø (Tromsø domkirke; única catedral de madeira na Noruega)
- Polaria (Museu e aquário dedicado às regiões polares e ao Mar de Barents)
- Catedral do Ártico (Ishavskatedralen)
- Aurora boreal (nordlys) em Tromsø

Tromsø
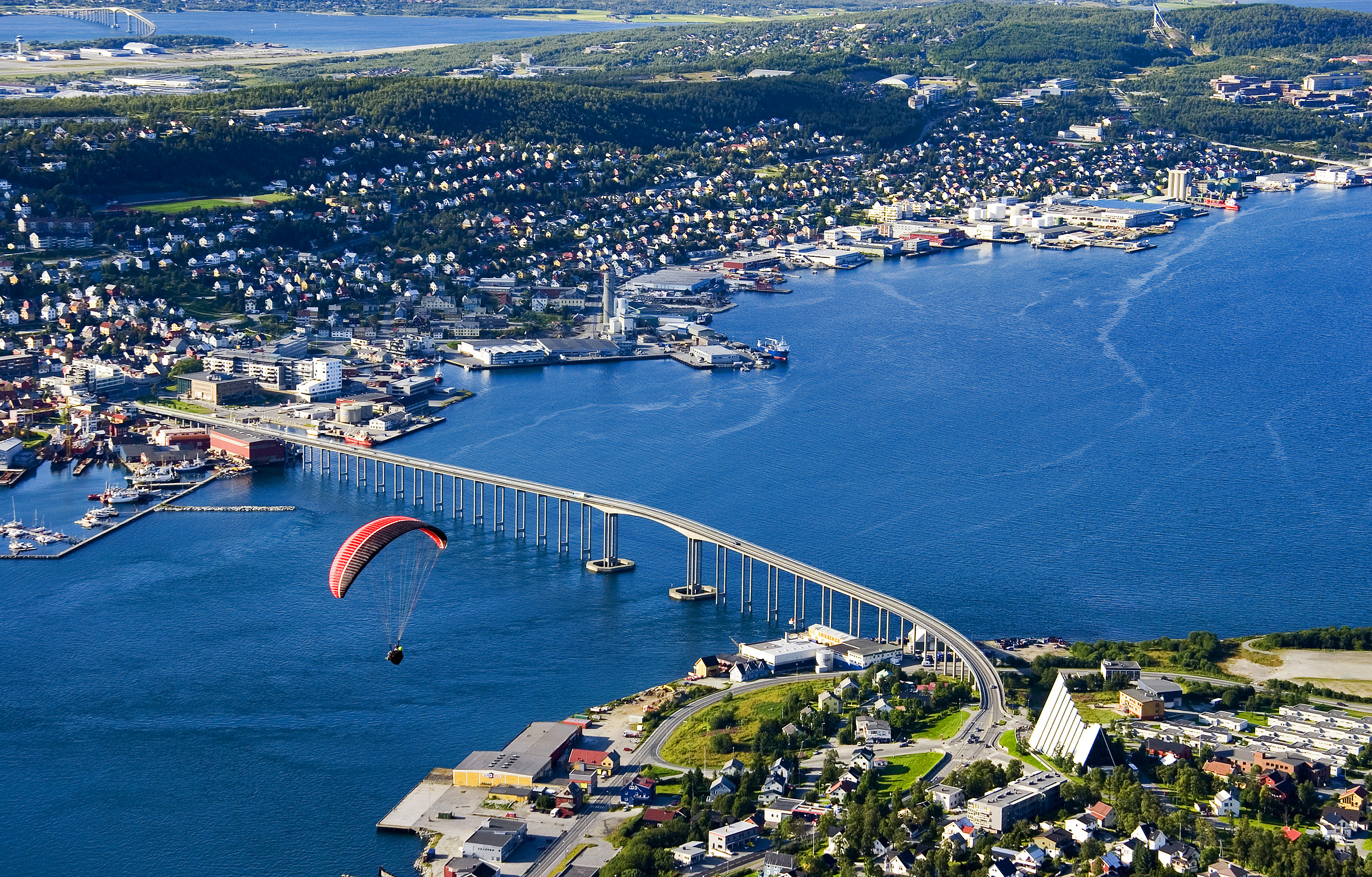
Vista aérea
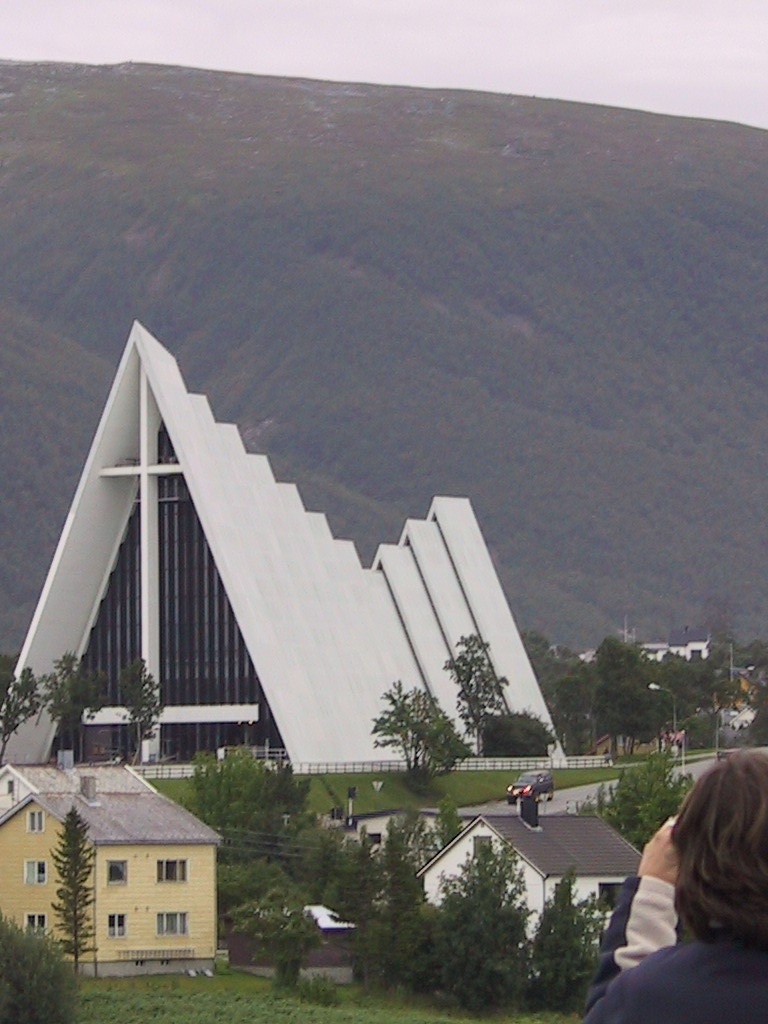
A Catedral do Ártico
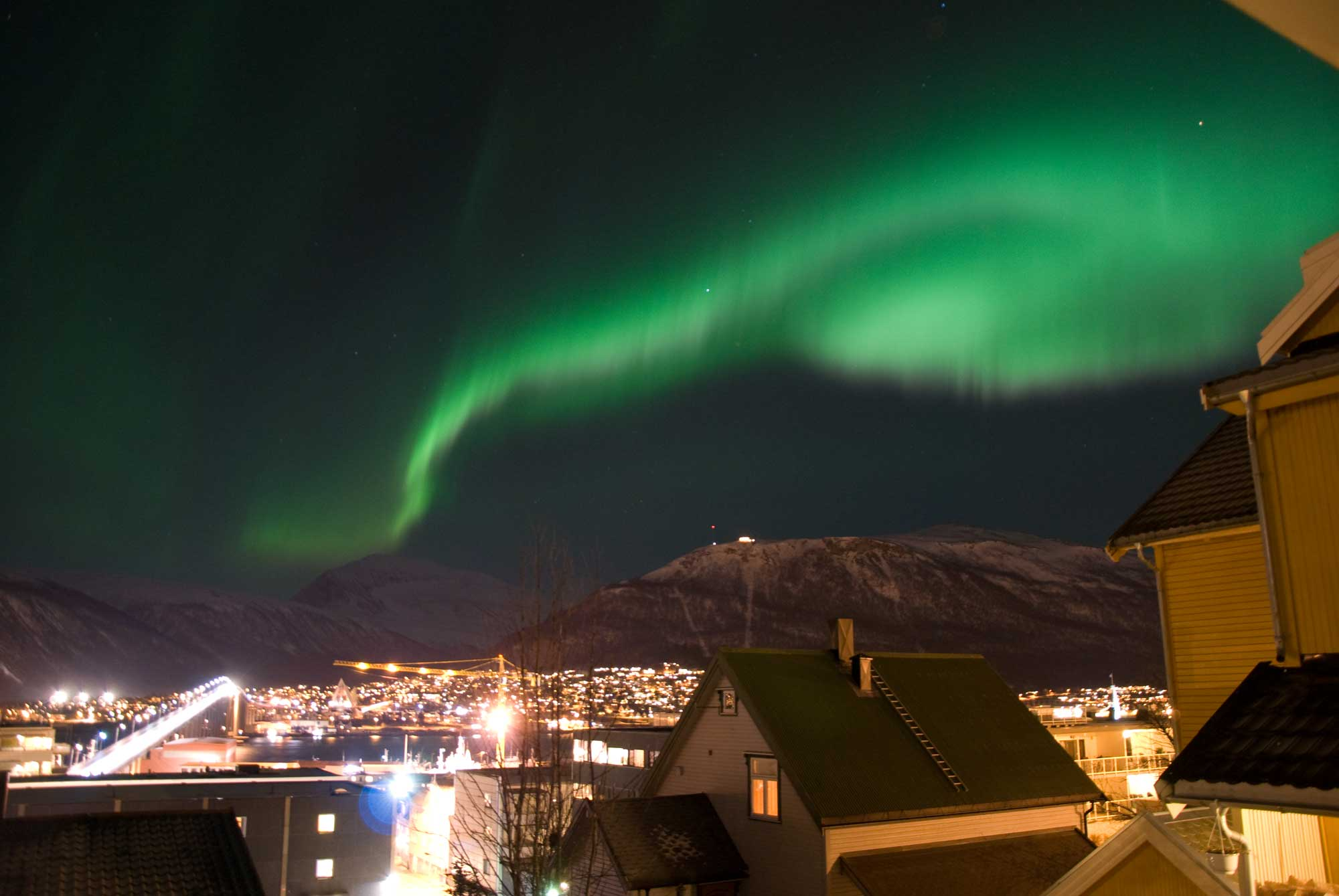
A aurora boreal em Tromsø
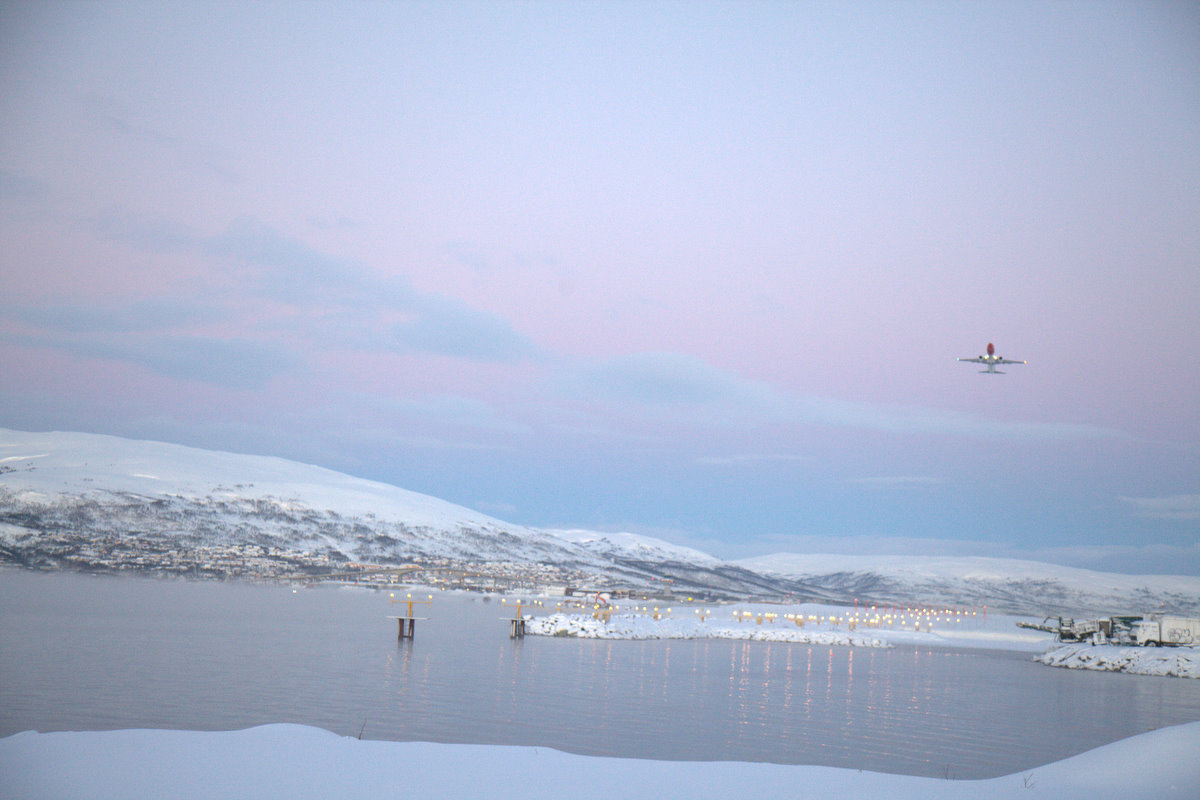
O aeroporto de Tromsø em janeiro